# أناكوندا خضراء
الأناكوندا الخضراء أو أناكُنْدَة أو أنكونة (الاسم العلمي: Eunectes murinus) هي نوعٌ من أنواع الأناكوندا الموجودة في أمريكا الجنوبية؛ حيثُ تُعدّ واحدةً من أثقل وأطول أنواع الثعابين الموجودة على سطحِ الكرة الأرضيّة. يُشير مصطلح «أناكوندا» غالبًا إلى هذا النوع؛ على الرغم من أن المصطلح يُمكن أن يُشير أيضًا إلى الأنواع الأخرى من جنس الأناكوندا.

## الوصف

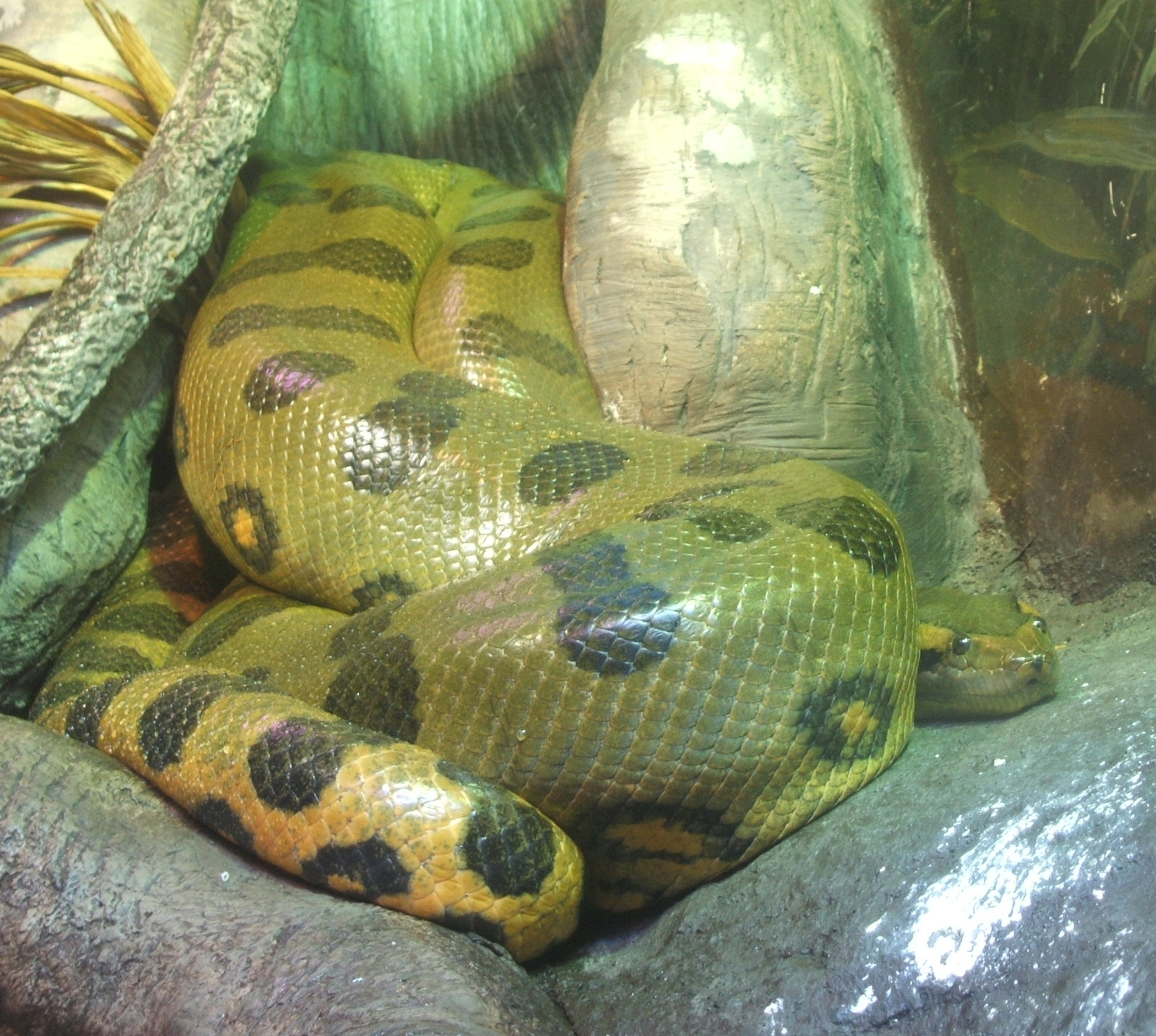
الأناكوندا الخضراء

الأناكوندا الخضراء هي الأثقل في العالم كما تُعدّ واحدة من أطول الثعابين في العالم حيث يَصل طولها إلى 5.21 متر (17.1 قدم)، فيما يبلغُ متوسط طول الإناث حوالَي 4.6 متر (15.1 قدم). بالنسبة للوزن؛ فليست هناك تقارير مُحدّدة ودقيقة إلا أن بعض المصادر تُشير إلى أن حجمَ بعض الأنواع من الأناكوندا الخضراء يبلغُ ما بينَ 30 كيلوغرام (66 رطل) إلى 70 كيلوغرام (150 رطل). تُعدّ الأناكوندا الخضراء أكبرَ الثعابين في الأمريكتين؛ على الرغم من أنها أقصرُ بقليلٍ من الأفعى الشبكيّة إلا أنها أضخم وأقوى.  في الوقتِ الحالي؛ تقومُ بعض الجهات المهتمّة بالأناكوندا الخضراء بتقديم مكافأة نقدية تبلغُ قيمتها 50,000 دولار لأيّ شخص يمكنه الحصول على أناكوندا يبلغُ طولها 30 قدم (9.1 م) أو أطول. العينة الأطول والأثقل التي تم التحقق منها كانت تلكَ التي صادفها الدكتور خيسوس أنطونيو ريفاس الذي فحص أكثر من ألفٍ من الأناكوندا؛ فوجدَ واحدةً بلغَ طولها 5.21 متر (17.1 قدم) فيما وصلَ وزنها إلى 97.5 كيلوغرام (215 رطل).

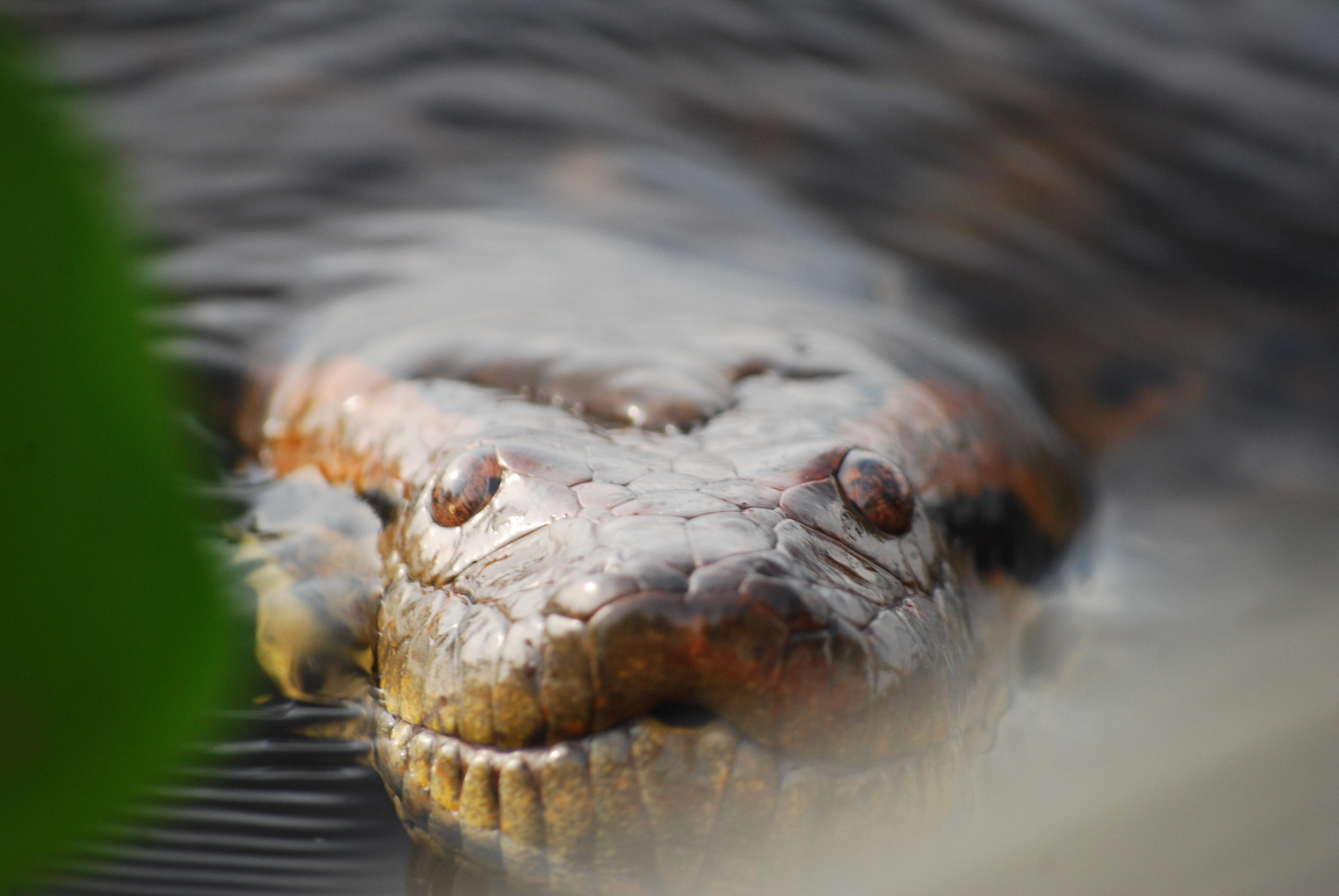
صورة رأس أناكوندا خضراء

يتكون لون الأناكوندا الخضراء من خلفية خضراء زيتية مُغطّاة ببقع سوداء على طول الجسم؛ وعادةً ما يكونُ الرأس ضيقًا مقارنة بالجسم كما يكونُ مخططًا بالبرتقالي أو الأصفر وخاصّة على جوانبِ الرأس؛ فيما تتمركزُ العينانِ في الوسط وهوَ ما يسمحُ للثعبان بالخروج من الماء أثناء السباحة دون تعريض جسده لأيّة أضرار.

### الصعوبة في تحديد الحجم
إنّ مراكز انتشار هذا النوع من الثعابين جعلَ من الصعب التقاط صورٍ لهم أو الإمساك ببعض العيّنات لغرض البحوث العلميّة؛ كما أنّه من الصعب نقلُ عينات كبيرة جدًا إلى المتاحف، حيثُ أن جلد الثعبان قد يمتدّ في بأكثر من 50% خِلال عمليّة النقل. جديرٌ بالذكر هنا أنّ التقارير التي لا تحتوي على دليلٍ ماديّ تَبقى مشكوكًا فيها طالما لم تُقدّم من قِبَل علماء أحياء معروفين حيثُ أنّ بعض الأفراد يُبالغون في حجمِ أنواعٍ من الأناكوندا الخضراء – أو أيّ أناكوندا أخرى – من أجلِ الترويج لأنفسهم أو سرد حكاية مثيرة أو يكونون على الأقل غيرُ مدربين تدريبًا كافيًا على أساليب القياس الدقيقة كما تَبقى التقارير المقدمة من قِبل علماء دون أدلة مشكوكٌ فيها هي الأخرى لأن العلماء المدربين في كثيرٍ من الأحيان يُبالغون في تقدير حجم الأناكوندا قبل الوصول لها. وفقًا لموسوعة غينيس للأرقام القياسية فإنّ هذا النوع قد بُولغ كثيرًا تقديرِ حجمه مقارنة بأيّ حيوان حيّ آخر. في الوقت نفسه؛ من الصعب تحديد الحجم الأقصى الممكن أو المعقول لأنه من المعروف أن الأناكوندا تستمر في النمو طوال حياتها ولهذا تُعتبر التقارير القديمة غير دقيقة نظرًا للظروف التي قسيت فيها وعُمر الثعبان آنذاك وعددٍ من العوامل المؤثرة الأخرى.

### السجلات التاريخية
يتم الإبلاغ عن العديد من الروايات التاريخية حولَ الأناكوندا الخضراء؛ وغالبًا ما تكون أحجامها – في تلكَ الروايات – كبيرة جدًا. يُلاحظ العديد من علماء الحيوان (ولا سيما هنري والتر بيتس وألفريد راسل والاس وآخرون) تفشّي شائعات عن وجود ثعابين يتجاوز طولها 30 أو 40 قدمًا؛ ولكن في كل حالة كان طولُ تلكَ العيّنات التي عاينوها يبلغُ 20 قدمًا تقريبًا. هناك تقديرات مُختلِفة حول طول هذه الثعابين ولكنها غير موثوقة ولا يُعتمد عليها؛ وعلى سبيل المثال لا الحصر طلبَ عالم الحيوان ألفوس فيريل عام 1973 في غيانا من الفريق الذي كان يُرافقه تقدير طول أناكوندا كانت على صخرة؛ فخمّن الفريق ثمّ وضعوا تقديرًا ما بينَ 6.1 متر (20 قدم) حتّى 18.3 متر (60 قدم) ولمّا أمسكوا بها وجدوا أن طولها يبلغُ فقط 5.9 متر (19 قدم).
عُثر على جلد أناكوندا خضراء ولمّا تم قياسه؛ وُجد أن طوله يمتدّ لحوالي 10 متر (32.8 قدم) وهو اليوم محفوظٌ في معهد بوتانتان في ساو باولو ويُقال إنه جاء من أناكوندا خضراء يبلغُ طولها 7.6 متر (24.9 قدم). أثناء وجوده في كولومبيا عام 1978؛ واجهت عالم الزواحف وليام لامار عينة كبيرة من الإناث التي بلغَ طولُ عددٍ منها 7.5 متر (24.6 قدم) فيما قُدر وزن إحداها بما بينَ 136 و 180 كيلوغرام (300 و 397 رطل). في عام 1962؛ ادعى شخصٌ يُدعى تشورز أنّه قاس طول ثعبان في البرازيل ووجدهُ يبلغُ حوالي 8.46 متر (27.8 قدم)، فيما قِيل إن هناك أنثى تبلغُ من الطول 7.9 متر (25.9 قدم) في ترينيداد. عُثر على عينة قيل إن طولها بلغَ 7.3 متر (24.0 قدم) وتزنُ حواليّ 149 كيلوغرام (328 رطل)؛ كان قد قُبض عليها – أي العينة – عند مصب نهر كاسيكايتو في غيانا بعد أن تم ضبطها من قبل 13 رجلاً محليًا ونُقلت لاحقًا إلى الولايات المتحدة لكنه توفيّت بعد ذلك بوقت قصير بسببِ حالتها الصحيّة الصعبة.
أكبر حجم تم التحقق منه لأناكوندا خضراء محفوظة في حديقة حيوان كانَ 6.27 متر (20.6 قدم) قبل وفاتها بقليل في في 20 تمّوز/يوليو 1960؛ وكانت نفس هذه العينة قد سجّلت 5.94 متر (19.5 قدم) وبلغَ وزنها حوالي 91 كيلوغرام (201 رطل) في وقتٍ سابق. نشرت مجلّة ناشيونال جيوغرافيك مقالًا ذكرت فيه أنّ وزن أناكوندا خضراء قد بلغَ 227 كيلوغرام (500 رطل) لكن من شبه المؤكد أن هذا مجرد تقدير. على العموم؛ يُمكن أن يختلف الوزن اختلافًا كبيرًا في العينات وفقًا للظروف البيئية والتغذية فقد وجدَ علماء الأحياء عيّنة صُنّفت على أنها ضخمة حيثُ بلغَ وزنها 163 كيلوغرام (359 رطل) ووُجدت عيّنة أخرى قيلَ أيضًا إنها ضخمة بعدما وُجدَ طولها 5.06 متر (16.6 قدم) لكنها كانت تزنُ 54 كيلوغرام (119 رطل) فقط.

### التقديرات الحالية للحجم الأقصى
يُعتبر تحديدُ الحجم الأقصى للأناكوندا الخضراء تحديًا يواجههُ علماء الأحياء وباقي المهتمّين بهذا المجال خاصّةً في ظل العوامل المؤثرة التي تلعبُ هي الأخرى دورًا كبيرًا في التأثير على حجمِ الأناكوندا الخضراء. بشكلٍ عام؛ يُقال – حسبَ التقديرات – أن أطول أناكوندا خضراء قد بلغت 6.7 متر (22.0 قدم)، وهذا يتوافق مع تقديرات العلماء من قَبل، أمّا الحد الأدنى الذي قد تبقى فيهِ أناكوندا خضراء فيصلُ إلى 2.1 متر (6.9 قدم) وذلك حسبَ إحصاءٍ شملَ 780 أناكوندا خضراء فيما بلغَ متوسّط الطول حوالي 5.3 متر (17.4 قدم). ومع ذلك؛ فإنّ معظم ثعابين الأناكوندا الخضراء التي شملها الجَرد قد حُصل عليها من السهول وهي أماكن تُعرف بوجود فرائس أصغر على عكسِ الغابات المطيرة التي هي أقل استكشافًا بكثير من البشر وتحتوي على فرائس أكبر مما يعني نسبيًا أفاعي أطول وأضخم.

## التوزيع
عُثر على الأناكوندا الخضراء في أمريكا الجنوبية شرق جبال الأنديز وبخاصّةٍ في بلدان مثل كولومبيا وفنزويلا وغيانا والإكوادور وبيرو وبوليفيا والبرازيل وجزيرة ترينيداد وجنوب وشمال باراجواي. بشكلٍ عام يُمكن القول أنّ موطن هذا النوع من الأناكوندات هوَ أمريكا.
تعيشُ الأناكوندا الخضراء في المستنقعات والجداول كما لها حضورٌ في الغابات الاستوائية المطيرة وبالضبطِ في الأمازون وأورينوكو. تُعاني الأناكوندا الخضراء من «الإرهاق» على الأرض حيثُ لا تكون في كامل جاهزيّتها لكنّها متسلّلة و«خطيرة» في الماء؛ فلها عيون وفتحات على مستوى الرأس تُمكّنها من انتظار قدوم الفريسة وهي وسطَ الماء.

## السلوك

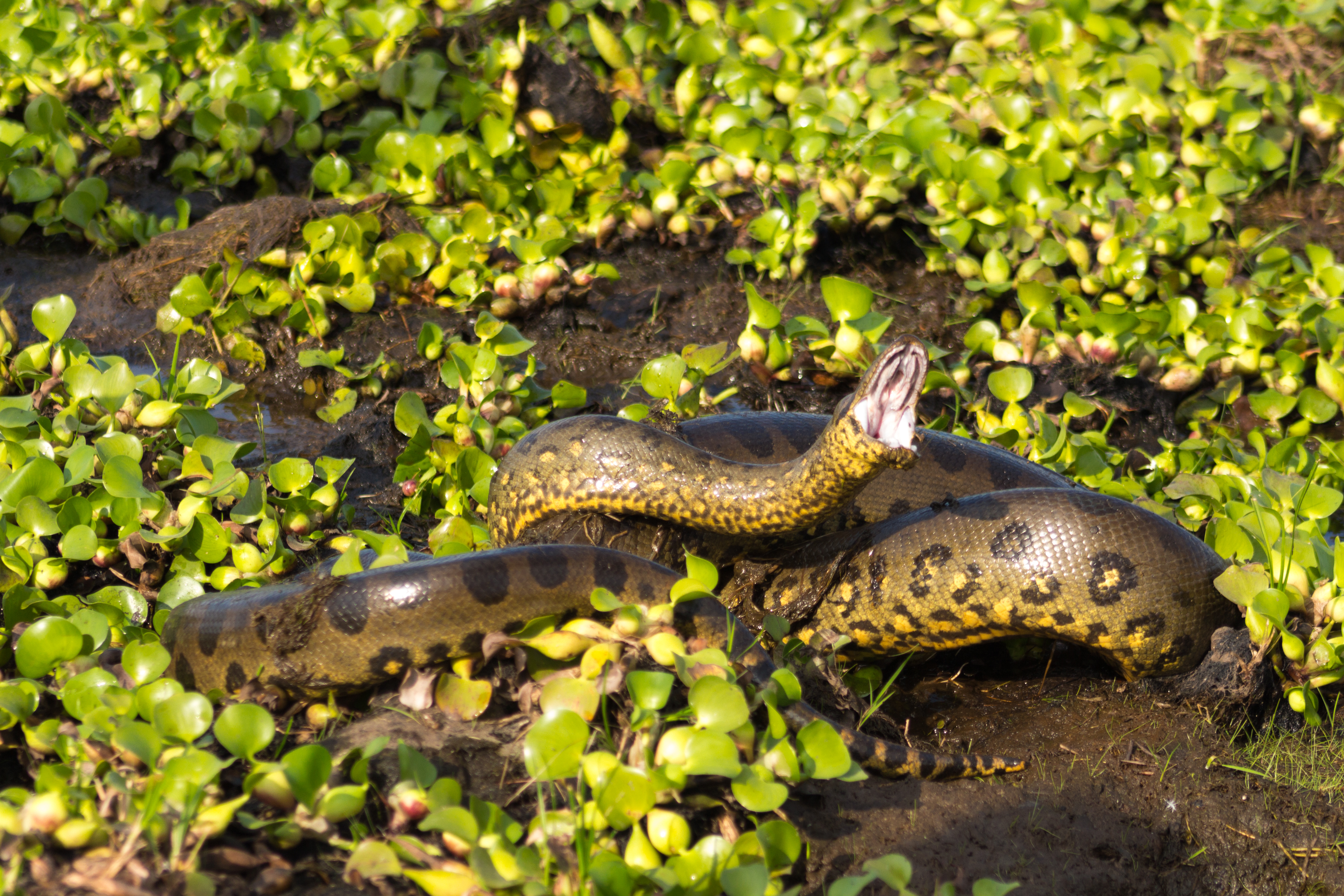
حجم فمِ الأناكوندا الخضراء يُمكن أن يتّسع أكثر عندَ تناول فريستها

تميلُ الأناكوندا الخضراء إلى النشاط في الليل كما تقضي معظم حياتها في المياه أو حولها. لدى الأناكوندا الخضراء عدّة ميزات؛ من بينها سرعتها الكبيرة عند السباحة وبالرغمِ من ذلك فهي عادةً ما تُفضّل الطفو على مقربةٍ من سطح الماء للحفاظ على التنفس. عندما تمر الفريسة أمام الماء أو تتوقف من أجلِ الشرب؛ تُهاجمها الأناكوندا الخضراء دون أن تأكلها أو تبتلعها بل تلتف بدايةً حولها مُستعينةً بجسمها ثمّ تخنقها حدّ الموت قبل أن تتناولها ببطء.

### التغذية

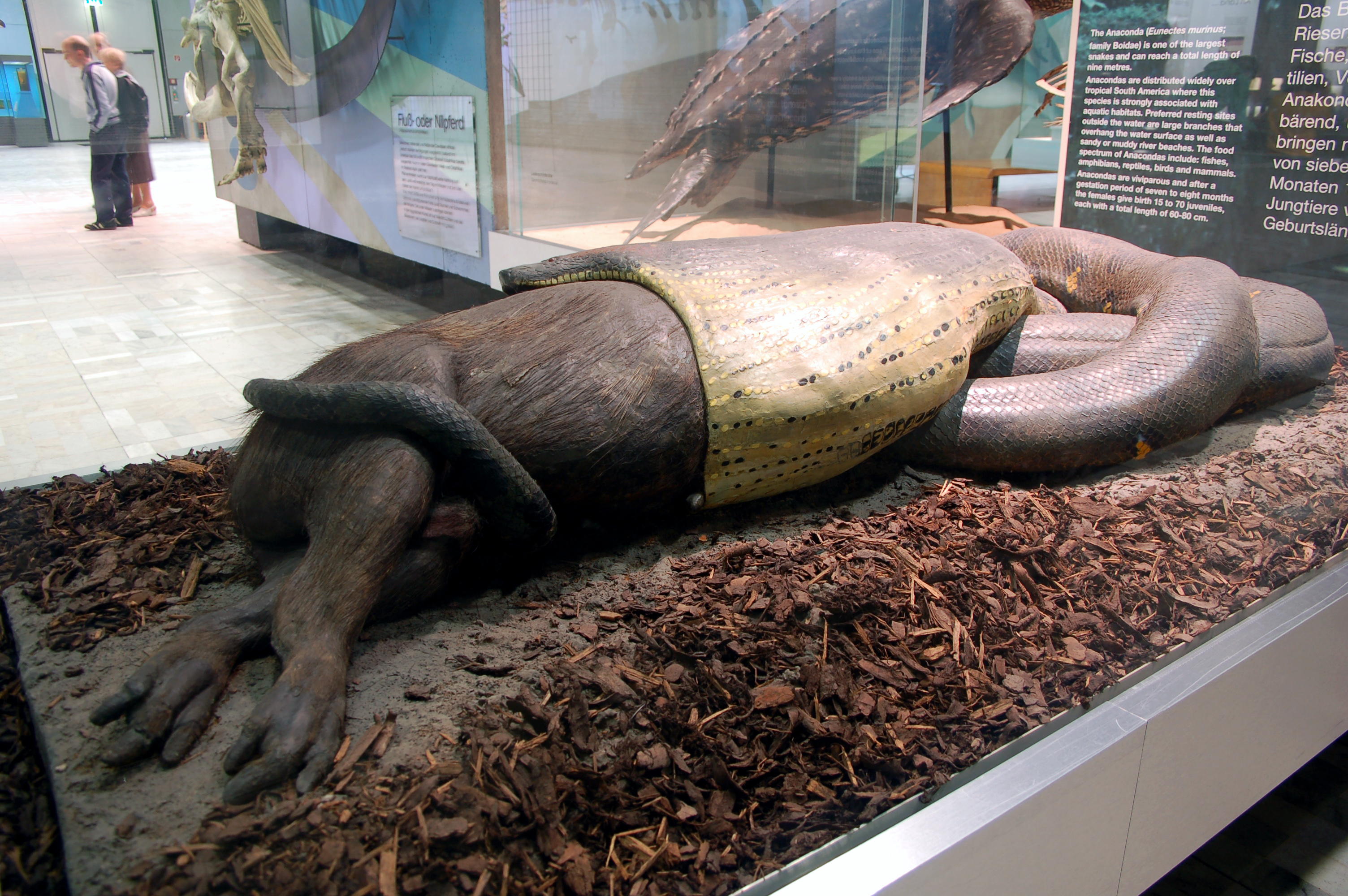
صورة من متحف سينكنبرج تُظهر أناكوندا خضراء وهي بصددِ ابتلاع خنزير ماء كبير

تتغدى الأناكوندا الخضراء على عددٍ من الفرائس بل يُمكن القول أنّها قادرة على تناول أيّ حيوان تستطيعُ التغلب عليه دون التمييز بين هذا وذاك بما في ذلك الأسماك والطيور ومجموعة متنوعة من الثدييات والزواحف الأخرى. قد تتناولُ الأناكوندا الكبيرة فرائس يُمكن اعتبارها ضخمة مثلَ التابير والأيول وخنازير الماء فضلًا عن الكيامن وبالرغمِ من ذلك فإنّ هذه الوجبات الكبيرة لا يتم استهلاكها بانتظام أو بشكلٍ دوريّ. لدى الأناكوندا الخضراء ميزة مهمّة جدًا وهي تمركز العيون والأنف على مستوى الجزء العلوي من الرأس ما يسمحُ لها بالتنفس ومراقبة الفريسة في الوقتِ ذاته بينما تُخفي الغالبية العظمى من جسمها تحت الماء. تُشير العديد من القصص والأساطير المحليّة إلى الأناكوندا قادرة على أكل رجلٍ بالغ وبالرغمِ من ذلك فلا وجود لدلائل موثوقة تؤكّد هذهِ المزاعم. في المُقابل؛ يُمكن للأناكوندا الخضراء أكل مثيلاتها في بعضِ الحالات. في الحقيقة؛ فشلَ علماء الأحياء في فهمِ السبب الدقيق لهذا التصرّف؛ بينما وضعَ علماء آخرون عددًا من الاحتمالات بما في ذلك مثنوية الشكل الجنسية واحتمال حاجة أنثى الأناكوندا إلى كمية إضافية من الطعام بعد التكاثر للحفاظ على فترة الحمل الطويلة؛ ولهذا تلجأُ إلى أكلِ الحيوانات من صنفها.

### التوالد

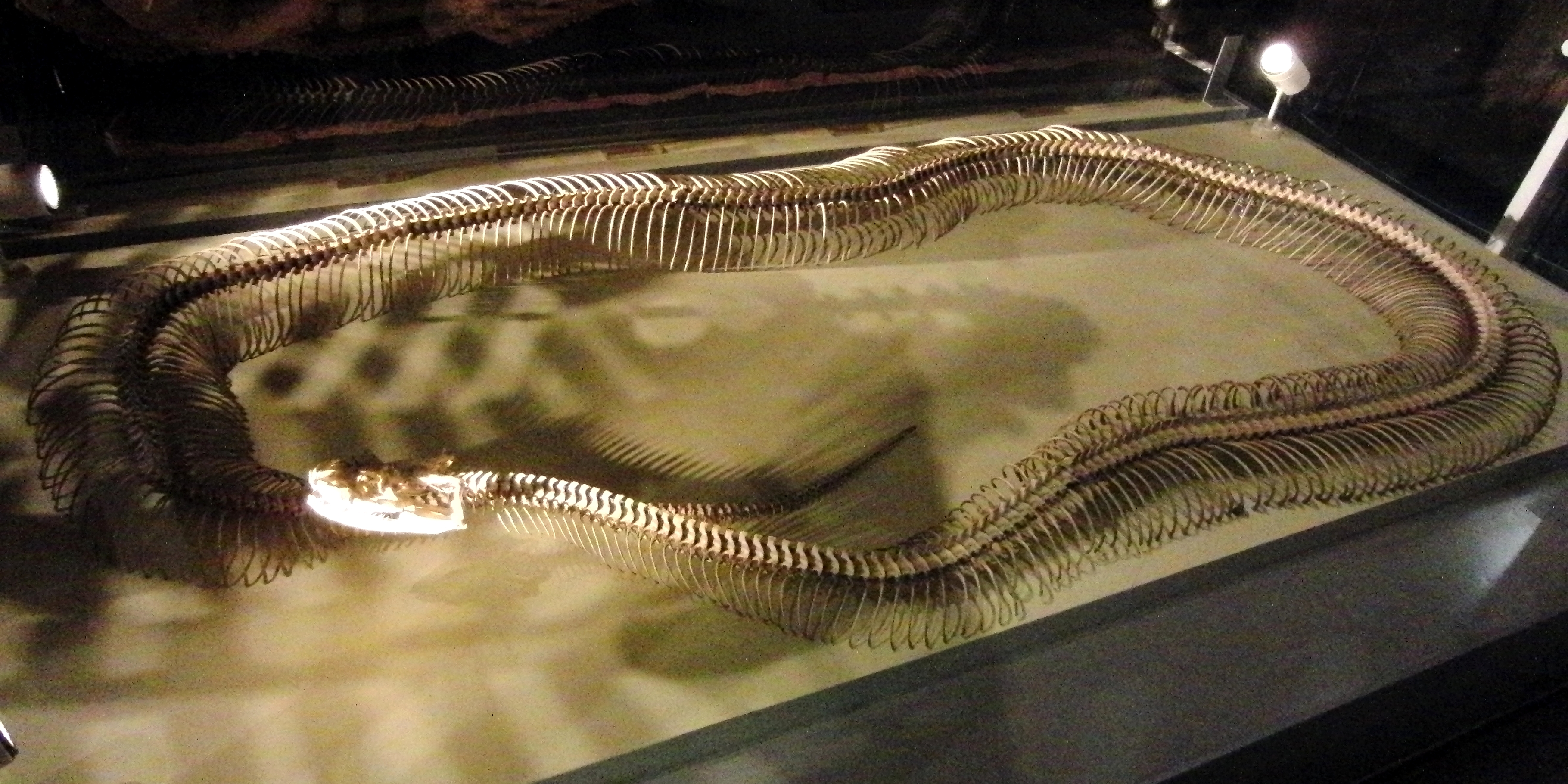
هيكل عظمي لأناكوندا الخضراء معروض في المتحف الوطني للطبيعة والعلوم بطوكيو في اليابان

يظلّ هذا النوع من الثعابين مُنفردًا حتى موسم التزاوج الذي يحدثُ خلال فصل الشتاء ويُمكن أن يستمر لعدة أشهر؛ وخاصّة من نيسان/أبريل إلى أيّار/مايو من كل سنة. خلال هذه الفترة؛ تُحاول ذكور الأناكوندا الخضراء البحث عن الإناث التي عادةً ما تضعُ سلسلة من الفيرومونات ليتبعها الذكور وفي أحيان أخرى تُطلق الأنثى إفرازًا في الهواء يجذبُ الذكر؛ فيما يقومُ هذا الأخير بإخراجِ لسانه لاستشعار المواد الكيميائية التي تُشير إلى وجود أنثى.
في أحيان كثيرة؛ يتوجّه عددٌ من الذكور نحوَ مكان أنثى واحدة وعلى عكسِ حيوانات أخرى تتقاتلُ فيما بينها منذُ الوهلة الأولى للظفرِ بالأنثى الوحيدة فإنّ الثعابين في هذهِ الحالة تُشكّل مجموعات يُشار إليها باسم «كرات التكاثر» حيث يلتف حوالي 12 من الذكور حول الأنثى محاولين سحبها؛ ويُمكن أن تبقى المجموعة على هذهِ الوضعيّة لمدة أسبوعين إلى أربعة أسابيع حيثُ يبدأ الصراع بين الذكور فيُقاتِل كل واحدٍ من أجل فرصة التزاوج مع الأنثى.
أثناءَ التزاوج؛ يستفيد الذكور من نتوءاته لإثارة الأنثى ثمّ يضغط على المذرق بقوّة لدرجةٍ يُمكن فيها سماع صوتٍ لقاء هذه العمليّة. يقتربُ التزاوج من ذروته عندما يلتصقُ الثعبان الذكر بنظيرتهِ الأنثى مما يسمحُ لما بالزحفِ معًا في نفس الوقت قبل أن يلفَّ الذكر ذيله ويُحيط بالأنثى. عادةً ما يفوزُ الثعبان الأقوى والأكبر في «المعارك الصغيرة» من أجلِ الظفرِ بالأنثى وبالرغمِ من ذلك فإن هناك إناث أكبر جسديًا وأقوى بكثير وقد يقررنَ أنفسهنّ الاختيار من بين عددٍ من الذكور. الجدير بالذكر هنا أنّ المغازلة والتزاوج تحدثُ غالبًا في الماء.
يتبعُ التزاوج فترة حمل من ستة إلى سبعة أشهر؛ علمًا أنّ الأناكوندا الخضراء هي ولودية حيثُ تلدُ أناكوندات صغيرة كثيرة وقد تفقدُ الأناكوندا الأم نصف وزنها جرّاء هذه العمليّة. يتراوحُ طول الأناكوندات الصغيرة حديثة الولادة بينَ 70 حتّى 80 سم ولا تتلقى رعاية من الوالدين. بسبب صغر حجمها؛ فإنها غالبا ما تقعُ فريسة للحيوانات الأخرى وفي حالةِ ما نجت فستنمو بسرعة حيثُ تصلَ هي الأخرى مرحلة النضج الجنسي في السنوات القليلة الأولى وبعد ذلك يستمر معدل نموها بوتيرة أبطأ.
عندَ غياب ذكور الأناكوندا الخضراء؛ يُمكن للإناث التوالد بطريقةٍ ما؛ ففي آب/أغسطس من عام 2014 أعلنت محميّة ويست ميدلاندز سفاري أنه في 12 آب/أغسطس 2014 نجحت أنثى أناكوندا خضراء – كانَ مُحتفظًا بها رفقة أنثى أناكوندا خضراء أخرى – في إنجابِ ثلاثة صغار.

## في الثقافة الشعبية

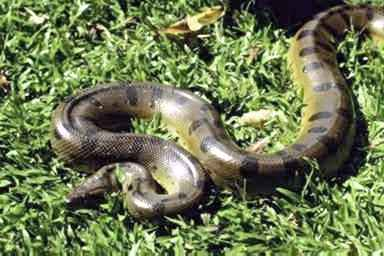
استُخدمت أسطورة الأناكوندا الخضراء في العديد من الأفلام التي نجحت على المستوى التجاري

صُوّرت الأناكوندا الخضراء في أدب الرعب والأفلام بشكلٍ كبير حيثُ ظهرت في بعض الأفلام كحيوانٍ ضخم وجبار قادر على ابتلاع البشر البالغين؛ ووُضعت في أحيان أخرى في في نفس خانة أصلة عاصرة على الرغم من أن الثعبان الأخير لا ينمو إلى الحجم الكافي لقتل الإنسان وابتلاعه. من بين هذه الأفلام الأكثر شعبية التي جسّدت قصة الأناكوندا الخضراء هناك فيلم أناكوندا الذي صدر عام 1997 وحقّق نجاحًا كبيرًا في حينها حيثُ روى قصّة أناكوندا تفرّ من منشأة بحث في غابات الأمازون المطيرة وتتلامسُ مع مادة كيميائية سامّة تجعلها تتحوّلُ بسرعة إلى ثعبان عملاق. على الجهة المُقابلة؛ ظهرت رويات وأفلام أخرى تُصوّر الأناكوندا كحيوانٍ غير عدائي ومُسالم طالما كنت مسالمًا معهُ على غِرار رواية عودة أناكوندا للكاتب الأورغواياني هوراسيو كيروغا والتي قِيل إنّها تتحدثُ عن الأناكوندا من وجهة نظرها هي لا من وجهة نظر الإنسان.